# Kurt Leucht
Kurt Leucht (ur. 31 marca 1903 w Norymberdze, zm. 2 listopada 1974 tamże) – niemiecki zapaśnik stylu klasycznego.
W sierpniu 1928 w Amsterdamie zdobył złoty medal olimpijski w wadze koguciej (do 58 kg). Do jego osiągnięć należy również tytuł wicemistrza Europy (Praga 1931). W 1926 został mistrzem Niemiec, a w 1925 zajął trzecie miejsce na mistrzostwach swego kraju.